# Тимошенко Семен Маркович
Семен Маркович Тимошенко (1914, місто Кременчук, тепер Полтавської області — 9 березня 1963, місто Запоріжжя) — український радянський діяч, 2-й секретар Запорізького сільського обкому КПУ.

## Біографія
Народився в родині робітника-коваля. Трудову діяльність розпочав у 1935 році помічником старшого механіка Миргородської машинно-тракторної станції на Полтавщині.
У 1936—1941 роках — студент Полтавського сільськогосподарського інституту.
Член ВКП(б) з 1941 року.
Під час німецько-радянської війни працював у 1941—1943 роках агрономом радгоспу № 17 Олександро-Обіленського району Ставропольського краю, директором підсобного господарства у місті Ревда Свердловської області РРФСР. У 1943—1944 роках — інструктор Ревдинського міського комітету ВКП(б) Свердловської області.
У 1944—1947 роках — заступник завідувача сільськогосподарського відділу Ворошиловградського обласного комітету КП(б)У.
У 1947—1951 роках — 1-й секретар Троїцького районного комітету КП(б)У Ворошиловградської області.
У 1951—1952 роках — слухач курсів перепідготовки партійних працівників при Вищій партійній школі при ЦК ВКП(б). У 1952—1953 роках — інструктор ЦК КПРС у місті Москві.
У липні (затв.) 1953 — липні 1954 року — завідувач сільськогосподарського відділу Запорізького обласного комітету КПУ.
У липні 1954 — січні 1963 року — секретар Запорізького обласного комітету КПУ з питань сільського господарства.
У січні — 9 березня 1963 року — 2-й секретар Запорізького сільського обласного комітету КПУ.

## Нагороди
- орден Леніна (26.02.1958)
- орден Трудового Червоного Прапора (23.01.1948)
- медалі